# 弗朗西斯科·费尔南德斯·奥乔亚

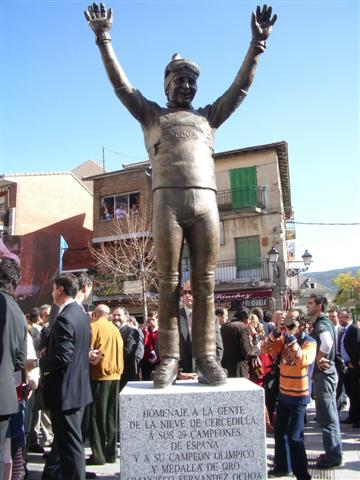
弗朗西斯科·费尔南德斯·奥乔亚在塞尔塞迪利亚的雕像

弗朗西斯科·费尔南德斯·奥乔亚（西班牙語：Francisco Fernández Ochoa，1950年2月25日—2006年11月6日）是西班牙男子高山滑雪运动员。特长是小回转。
21岁时在日本札幌冬季奥林匹克运动会高山滑雪比赛中获得金牌。是第一位，也是迄今为止唯一一位在冬奥会上获得金牌的西班牙人。

## 生涯
1950年2月25日出生在西班牙首都马德里。随家人居住在北郊的塞尔塞迪利亚，他是父母八个孩子中最大的一个。父亲在当地经营着一家滑雪学校。
1968年，奥乔亚首度入选西班牙奥运代表团，赴法国东南部的格勒诺布尔参加了第10届冬季奥林匹克运动会高山滑雪比赛。在男子速降比赛中排名第38位；男子大回转比赛中排名第38位；男子回转赛中排名第23位。1969年1月，他赴法国默热夫参加了高山滑雪世界杯，在男子回转赛中排名第6位。
1972年，奥乔亚再次代表西班牙参加了第11届札幌冬季奥运会。在2月13日进行的高山滑雪男子回转比赛中他以1分49秒27的最终成绩一举战胜两位意大利选手获得该项目金牌。同年夏天，他担任慕尼黑夏季奥林匹克运动会西班牙奥运代表队的旗手。
此外，他还在1976年参加了奥地利冬季奥运会高山滑雪比赛，在男子速降比赛中排名第35位；男子大回转比赛排名第24位；男子回转比赛排名第9位。1980年最后一次参加在美国纽约州举办的冬季奥运会，在男子速降比赛中排名第27位；男子大回转比赛排名第22位；男子回转比赛排名第22位。同年4月退役。
2006年11月6日因淋巴癌在塞尔塞迪利亚去世，年仅56岁。一个星期后，他的雕像在塞尔塞迪利亚揭幕。巴尔德莫罗有一座以他名字命名的滑雪场，卡拉班切區有以他名字命名的体育中心。

## 家族
1973年9月，他与玛丽亚·赫苏斯·巴尔加斯结婚，有三个孩子：芭芭拉，保拉和弗朗西斯科。
他的四个兄弟姐妹也是高山滑雪运动员，参加过冬奥会：
- 布兰卡·费尔南德斯·奥乔亚
- 多洛雷斯·费尔南德斯·奥乔亚
- 胡安·曼努埃尔·费尔南德斯·奥乔亚
- 路易斯·费尔南德斯·奥乔亚